# Tarenna seemanniana
Tarenna seemanniana är en måreväxtart som beskrevs av Albert Charles Smith och Steven P. Darwin. Tarenna seemanniana ingår i släktet Tarenna och familjen måreväxter.
Artens utbredningsområde är Fiji. Inga underarter finns listade i Catalogue of Life.